# Ján Jaško
Ján Jaško (* 20. červen 1959, Nitra) je bývalý slovenský hokejový útočník, levé křídlo. Po ukončení hráčské kariéry se věnuje trenérské činnosti.

## Hráčská kariéra
Byl dlouholetým hráčem Slovanu Bratislava. V sezóně 1986/87 se s 33 brankami stal nejlepším střelcem základní části československé ligy. Od roku 1989 až do konce kariéry v roce 1997 hrával ve finském Kalajoki Junkkarit. Byl draftován v roce 1982 týmem Quebec Nordiques v 12. kole z 248. místa. Devětkrát nastoupil v československé reprezentaci.

## Statistiky reprezentace
| Turnaj  | Místo konání    | Z | G | A | B | Umístění            | Soupisky         |
| ------- | --------------- | - | - | - | - | ------------------- | ---------------- |
| KP 1987 | Severní Amerika | 2 | 0 | 0 | 0 | prohra v semifinále | Soupiska KP 1987 |

## Trenérská činnost

### První působení v Maďarsku
Během prvního trenérského působení v Maďarsku vedl tamní reprezentaci a zároveň klub Alba Volán Székesfehérvár (2000–03), s nímž získal dva maďarské tituly a vyhrál i Evropskou hokejovou Interligu (2003).

### Slovensko
Po návratu na Slovensko se stal trenérem HKm Zvolen. Později se přitom stal i asistentem reprezentačního trenéra Františka Hossy. V průběhu sezóny 2005/06 trénoval celkem tři extraligové kluby - začal ve Zvolenu, později převzal Slovan Bratislava a nakonec vedl HC Oceláři Nitra (byť jen ve čtyřech semifinálových utkáních, když překvapivě nahradil Antonína Stavjaňu).

### Reprezentace do 20 let
V červnu 2006 se stal trenérem slovenské reprezentace do 20 let, na nejbližším světovém šampionátu (který se konal na přelomu let) však jeho svěřenci neuspěli, když vyhráli jediný zápas ve skupině o záchranu proti Bělorusku. Udržení se v nejvyšší kategorii jim zajistila až následná výhra Švýcarska s Německem. Po šampionátu Výkonný výbor Slovenského svazu ledního hokeje Jana Jaška spolu s celým realizačním týmem odvolal z funkce.

### Znovu v Maďarsku
Několik dní po odvolání z postu trenéra slovenské dvacítky ho znovu oslovilo vedení Székesfehérváru a nabídlo mu místo. Šlo o překvapení, neboť klub vedl domácí ligu a úspěšně si počínal i v základní části interligy. Ředitel klubu Gábor Ocskay to odůvodnil tím, že dosavadní český trenér Karel Dvořák pro jazykovou bariéru nedostatečně komunikoval s hráči. Ján Jaško pokračoval v úspěšném počínání v interlize a klub přivedl k celkovému vítězství. Rozhodující gól ve finále proti slovinskému týmu Slavija Lublaň vstřelil slovenský hokejista Michal Šťastný. Ve finále maďarské soutěže jeho klub porazil rivala Dunaújváros 4:0 na zápasy, Jaško tak zaznamenal svůj třetí maďarský titul.
V listopadu 2007 byl však po neuspokojivých výsledcích mužstva z funkce propuštěn

## Rodina
Ján Jaško je podruhé ženatý. Z prvního manželství má dvě děti (syn Tomáš je také hokejistou). Jeho druhou manželkou je od roku 1999 Radka Zrubáková, bývalá slovenská tenistka, se kterou má také dvě děti - syna Nikiho a dceru Anika.